# 신기루

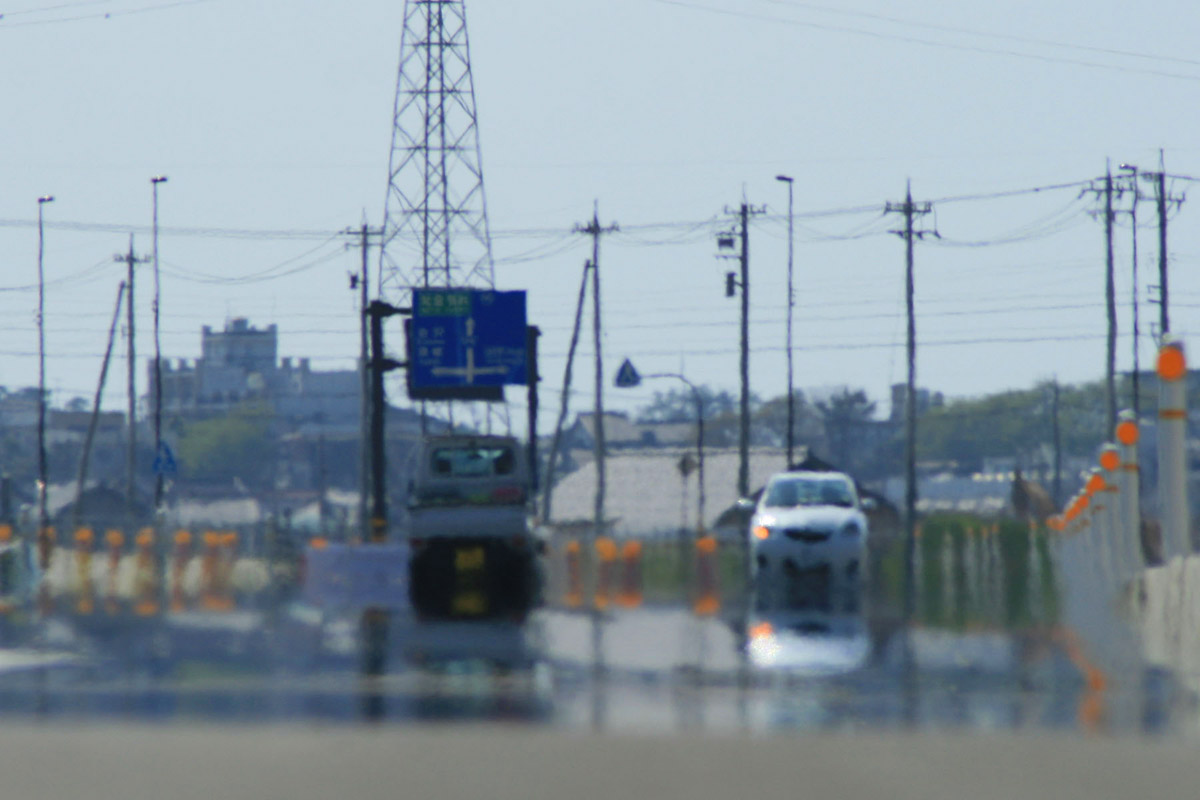
물이 고인 것처럼 보이는 신기루

신기루(蜃氣樓) 또는 공중누각(空中樓閣)은 바다 위나 사막에서 빛이 밀도가 다른 공기층을 통과하면서 굴절하여 생기는 현상을 말한다. 엉뚱한 곳에 물이 있는 것처럼 보이거나, 수평선 너머의 불빛이 보이기도 한다.

## 어원

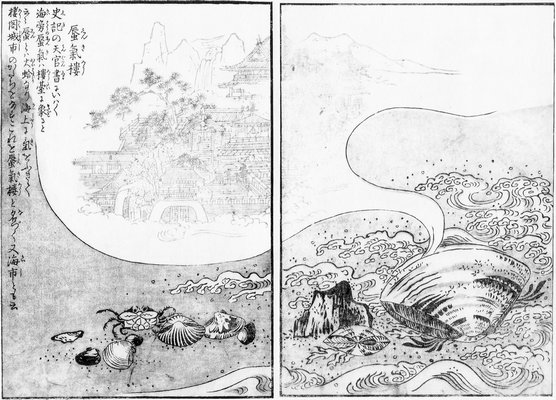
도리야마 세키엔의 《금석백귀습유》에 수록된 신기루를 묘사한 그림.

신기루라는 표현은 고대 중국에서 기원한 것으로, 대합, 또는 이무기의 일종인 신(蜃)이 기운(氣)을 토해내어 공중에 만들어낸 누각(樓)이라는 뜻이다. 동아시아의 전승에서는 대합조개가 바닷속에서 기운을 뱉어내면 사람의 시야를 흐리게 하기 때문에 마치 바다 위 공중에 누각이 떠 있는 것처럼 보인다고 전한다. 사마천의 《사기》 천관서에는 "바닷가에서 신이 뿜어내는 기운이 마치 누대와 같다(海旁蜃氣象樓臺)"는 언급이 있다.
신기루는 동아시아 지역의 문학적 소재로 차용되어 왔다. 조선 선조 후기의 문인 장유의 《계곡집》에 쓰인 〈신루기〉에서는 신기루를 신루(蜃樓)라고 표현하며, 바닷속의 신루가 환영이듯 생겼다 사라지는 모든 것이 환영과도 같아 실재와 환영의 구분이 무의미하다는 철학적인 이야기를 전한다. 장유와 마찬가지로 강유선, 김덕겸, 차천로, 조찬한, 김시양, 남궁집도 〈신루기〉라는 제목으로 신기루를 다루었다.

## 언론 보도

### 2011년
- 6월 28일 한국의 언론은 영국 일간 데일리메일 등 외신의 기사를 인용하여 6월 중순 중국 안휘성 황산시의 신안강을 따라서 대규모의 신기루 현상이 목격되었다는 것을 보도 하였다.[3]

관련 동영상 : 유쿠 황산시 신기루 동영상

### 2006년
- 5월 한국의 언론은 중국의 신경보를 비롯한 언론의 기사를 인용하여 5월 7일 산동성 연태시 봉래각 앞 바다에서 오전 11시40분 시작되어 오후 4시까지 4시간여 동안 발생한 신기루를 보도하였다.[4]

## 같이 보기
- 아지랑이